# Tabu Abdallah Manirakiza
Tabou Abdallah Manirakiza communément connu sous le nom de Tabu Abdallah est un homme politique burundais du CNDD-FDD et ancien ministre des Finances,,,,. Il a occupé ce poste de 2012 à 2016, date à laquelle il a été remplacé par Domitien Ndihokubwayo .